# Ruumissaari (ö i Södra Savolax, S:t Michel, lat 61,79, long 27,46)
Ruumissaari är en ö i Finland. Den ligger i sjön Hanhijärvi och i kommunen Sankt Michel i den ekonomiska regionen  S:t Michel och landskapet Södra Savolax, i den södra delen av landet, 220 km nordost om huvudstaden Helsingfors. Öns största längd är 1 kilometer i nord-sydlig riktning.